# George Bacovia
Col mio aspetto
Dovevo morire,
Perché a tutti
Sembravo sospetto.»
(Epitaffio, 1930)
George Bacovia, pseudonimo di George Andone Vasiliu (Bacău, 17 settembre 1881 – Bucarest, 22 maggio 1957), è stato un poeta romeno.
Appartenuto al movimento simbolista, la sua poesia iniziò ad essere vista come antesignana del modernismo romeno e alla fine fu accostato dalla critica a Tudor Arghezi, Lucian Blaga e Ion Barbu come uno dei più importanti poeti romeni tra le due guerre.

## Biografia

### Infanzia
Bacovia nato George Andone Vasiliu in Bacău, figlio di un mercante, Dimitrie Vasiliu, e sua moglie Zoe "Zoiţa" Vasiliu. A soli sei anni cominciò i suoi studi di tedesco. Tra il 1889 e il 1900 iniziò la scuola elementare in un'accademia di Bacău, prima di passare nel 1891 alla scuola elementare "Domnească". Nel giugno del 1893, ultimate le elementari iniziò a frequentare il ginnasio Ferdinand, sempre in Bacău. Una sera d'autunno, per una svista di un sacrestano rimase intrappolato tutta la notte nella torre della chiesa Precista, questa esperienza ispirò alcuni anni dopo la poesia Amurg (Tramonto). Mostrò sin da giovane talento per il disegno e suonò come violinista nella orchestra della scuola, che diresse. Si distinse anche in ginnastica.

### Studi
(da Liceo)
Nel 1900 si iscrisse all'Accademia Militare a Iași, l'esperienza durò pochi mesi, si ritirò nel secondo semestre, perché non riuscì ad adattarsi alla rigida disciplina militare. L'anno seguente, tornato nella sua città, cominciò a studiare nel Liceo Ferdinand, e concluse i suoi studi nel 1903 con il diploma.  Scrisse il poema Liceu (Liceo) in risposta al questionario inviato dal Ministro dell'istruzione per i diplomati durante la riforma della scuola voluta da Spiru Haret. Si immatricolò alla Facoltà di Legge all'Università di Bucarest e presto cominciò a frequentare i salotti letterari della città; con una prima lettura della poesia Plumb al salone di Alexandru Macedonski ottenne un ottimo consenso.
Continuò le sue letture al salone, e nel 1904 la poesia Nervi de toamnă (Nervi d'Autunno) ottenne molto successo. Aiutato dalla continua crescita della sua reputazione, riuscì ad ottenere lavoro presso la rivista Arta de la Iaşi che lo portò ad interrompere i suoi studi all'Università. Dopo due anni trascorsi con il fratello a Bucarest, tornò nella sua città natale e riprese a studiare legge all'Università di Iaşi. Fino al 1909 rimase a Iaşi, come assistente di I.M. Rascu per la rivista Versuri, che più avanti cambiò il nome in Versuri şi proză. Tra il 1909 e il 1910 tornò a vivere a Bacău andando a Iaşi solo per sostenere gli esami; portò a termine nel 1911 con il conseguimento dalla laurea i suoi studi, si iscrisse all'ordine degli avvocati di Bacău, e nonostante pagò per 10 anni la quota come socio non praticò mai la professione. Invece, trascorse il suo tempo collaborando con Caion al Românul literar (Il rumeno letterario), lavorando come copista alla Prefettura, e aiutando negli uffici della contabilità della Prefettura. Tra 1913-1914, i problemi di salute che lo afflisserò lo costrinsero a dimettersi dal suo posto di lavoro.

### Tra le guerre
(da Piombo)
Nel 1914 per via dei suoi problemi di salute fu portato nella casa di cura del Dr. Mărgăritescu a Bucharest, dalla quale, dapprima pubblicò poesie nel supplemento letterario del quotidiano Seara e poi mandò alle stampe Plumb per la sua pubblicazione. Nel 1915 divenne coeditore della rivista Orizonturi noi e continuò a pubblicare poesie e libri sotto diversi pseudonimi.
Nel 1916, iniziò a lavorare come segretario presso il dipartimento per la scuola secondaria e superiore del Ministero dell'Istruzione e nel luglio dello stesso anno uscì la prima edizione di Plumb. Ad ottobre, a causa della guerra, fu costretto a fuggire da Bucarest, minacciata dagli imperi centrali, per trovare riparo a Iaşi portando con sé documenti del dipartimento.
Nel 1917 ritornò a Bucarest e riprese il suo posto di funzionario. Nel 1920 passò prima a dirigente di terza classe nel Ministero del Lavoro sino alla sua promozione nel 1921 a dirigente di prima categoria. Ma ancora una volta per via della sua salute fu costretto a rassegnare le dimissioni e dopo un anno fece ritorno nella sua Bacău.
Nel 1924 fu pubblicata una seconda edizione di Plumb e nel frattempo Bacovia riuscì a trovare lavoro come insegnante di disegno e calligrafia presso una scuola di Bacău. L'anno seguente divenne direttore della rivista Ateneu cultural e pubblicò il libro di poesie Scântei galbene a proprie spese. Nello stesso anno apparirà Bucăţi de noapte in un'edizione curata da Agatha Grigorescu. Nel 1926 tornò ad insegnare disegno e calligrafia.
Nel 1928 sposò Agatha Grigorescu e si trasferì nuovamente a Bucarest, città nella quale la moglie insegnava. L'anno dopo ripubblicò Plumb e Scântei galbene in una nuova edizione contenente entrambi i lavori, intitolata Poezii per la casa editrice Editura Ancora; poco dopo, la rivista Orizonturi noi riprese a pubblicare sotto la sua direzione. Ottenne posto come ispettore al Ministero della Pubblica Istruzione, ma appena pubblicata la raccolta Cu voi (Con voi), tornò a Bacău, e vi passò tre anni da disoccupato. Nel 1931, Agatha diede alla luce il primo ed unico figlio di Bacovia, Gabriel; nel 1932, la Società di Scrittori Romeni approvò per Bacovia una pensione di 1000 lei.
Bacovia con la sua famiglia si trasferì, nel 1933, definitivamente a Bucarest e da lì non si mosse più. Nel 1934, pubblicò un'antologia della sua poesia chiamata Poezii e fondò la Casa per gli Scrittori in pensione. Nel 1944 appare Opere, una raccolta che include tutti i suoi lavori, precedentemente pubblicati.

### Dopo la guerra
Nel 1945, Bacovia fu nominato bibliotecario del Ministero del Petrolio e del Carbone. Continuò a scrivere e nel 1946 uscì il volume Stanţe burgheze (Ceto Borghese), che lo condusse all'assunzione presso il Ministero delle Arti. Nel 1956 pubblicò il suo ultimo lavoro Poezii prima di spegnersi nel pomeriggio del 22 maggio del 1957 nella sua casa a Bucarest.